# Clinical Psychology Review
Clinical Psychology Review (skrót: Clin Psychol Rev) – recenzowane czasopismo naukowe specjalizujące się w publikowaniu prac z obszaru psychologii klinicznej.
Artykuły w tym czasopiśmie obejmują różnorodne zagadnienia, w tym: psychopatologię, psychoterapię, terapię behawioralną, funkcje poznawcze i terapie poznawcze, medycynę behawioralną oraz ocenę i rozwój dziecka. Prace dotyczące psychofizjologii, terapii uczenia się, psychopatologii eksperymentalnej i psychologii społecznej są akceptowane, jeśli mają wyraźny związek z badaniami lub praktyką w psychologii klinicznej. Ponadto publikowane są również przeglądy literatury i raporty podsumowujące istotne programy badań klinicznych. Nie są publikowane sprawozdania z pojedynczych badań naukowych, prace teoretyczne lub poradniki kliniczne bez podstawy empirycznej.
Redaktorem naczelnym (ang. editor-in-chief) czasopisma jest Gordon J. G. Asmundson – związany z kanadyjskim University of Regina. Kwestie wydawniczo–techniczne tytułu leżą w gestii koncernu wydawniczego Elsevier. 
Pismo ma współczynnik wpływu impact factor (IF) wynoszący 9,577 (2017) oraz wskaźnik Hirscha równy 170 (2017). W międzynarodowym rankingu SCImago Journal Rank (SJR) mierzącym znaczenie i prestiż poszczególnych czasopism naukowych „Clinical Psychology Review” zostało w 2017 sklasyfikowane na:
- 2. miejscu wśród czasopism z dziedziny psychologii klinicznej[6]
- 7. miejscu wśród czasopism z dziedziny psychiatrii i zdrowia psychicznego[7]

W polskich wykazach czasopism punktowanych przez Ministerstwo Nauki i Szkolnictwa Wyższego publikacja w tym czasopiśmie otrzymywała w latach 2013–2016 maksymalną liczbę punktów – 50. Artykuły ukazujące się w tym czasopiśmie są indeksowane w: Google Scholar, PsycINFO, Medline, Embase, Current Contents/Social & Behavioral Sciences, BIOSIS oraz w Scopusie. 